# Alosa immaculata
Alosa immaculata é uma espécie de peixe da família Clupeidae na ordem dos Clupeiformes.

## Morfologia
Os machos podem atingir 39 cm de comprimento total.

## Reprodução
Desova nos rios (até 500 km ou mais da foz) desde meados de maio até meados de agosto. Os alevinos baixam rio abaixo rapidamente mas permanecem nos deltas ou estuário até à chegada do inverno.

## Alimentação
Come principalmente zygentoma (Engraulis, Clupeonella, Sprattus) e, também, crustáceos (Crangon, Upogebia, Idothea e Gammaridae).

## Distribuição geográfica
Encontra-se no mar Negro, o mar de Azov, o mar Cáspio e os rios que desembocam (como o Danúbio, o Don, etc.)

## Longevidade
Vive até os 7 anos.